# Región de Gôh
Gôh es una de las treinta y una regiones de Costa de Marfil. En mayo de 2014 tenía una población censada de 876 117 habitantes. Está formada por los siguientes departamentos, que se muestran igualmente con población de mayo de 2014:
- Gagnoa 602,097
- Oumé 274,020[1]